# 鱼丸
鱼丸，又稱魚肉丸子，是水鄉人家常見的小吃食品，用魚肉加澱粉製成，多數為球形，但亦有其他形狀，如腰豆形，正立方體等。在香港、澳門和廣東稱之為魚蛋。

## 各地的魚丸

### 福州魚丸
福州名點。在福州，魚丸又被叫作“魚丸”或“魚丸囝”，一種包餡的魚丸，源於清朝初年。魚肉來自鰻魚和鲨鱼的才被福州人视为正宗。传统制作方法是將魚肉去皮、剔骨，剁成茸狀後加薯粉攪拌均勻製成魚丸漿，左手放魚丸漿，將猪肉餡放到魚丸漿正中，從食指與拇指間擠出球形丸子。在湯中煮熟後浮沉搖擺，似空中星斗，故别名“七星魚丸”。簡單做法的湯中放白米醋、蔥，胡椒粉即可。
福州魚丸以其包心有餡爲特色，與實心無餡的閩南魚丸各具風味。在臺灣、東南亞各國、福建等地都可以吃到相似的魚丸，香港荃灣地區也有小吃店出售福州魚丸，荃灣是不少福州人聚居地。
福州习俗，办酒席，客人都要“夹酒包”。“酒包”中都有鱼丸，现在也有无馅的小鱼丸。

### 馬祖魚丸
馬祖的地方文化源自福州的閩都文化，亦產福州魚丸，使用鮸魚等製成，包有豬肉餡，體型較大顆。

### 溫州魚圓

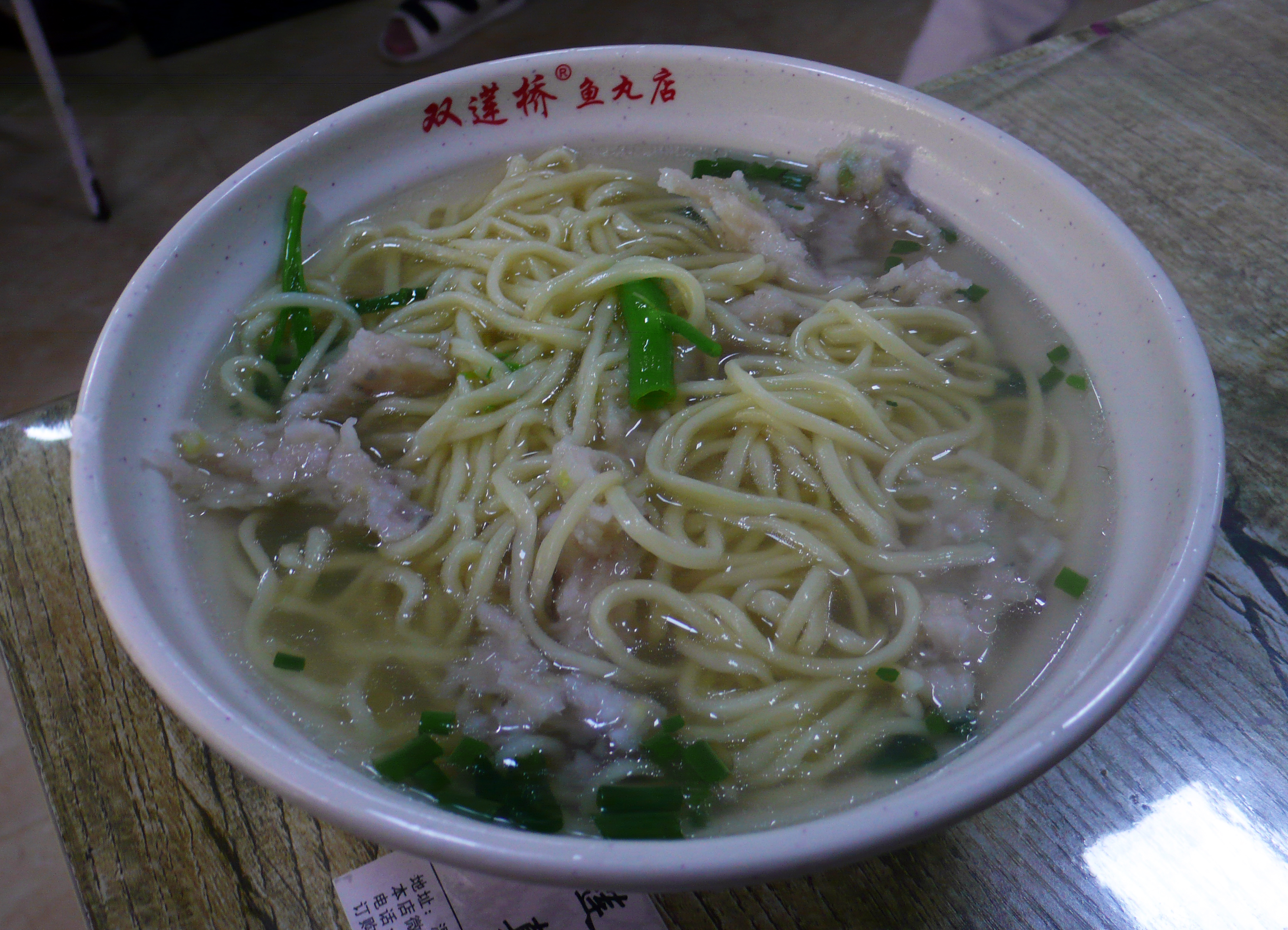
温州鱼丸麵

当地人称之为鱼丸（或鱼圆，两者在当地方言中同音），溫州名點。與各地的魚丸都有所不同，外形爲不規則的條狀，類似魚漿，呈半透明的玉白色。
以新鮮的鮸魚肉爲主料，挑去魚刺後切成細條，用刀刮成魚茸，用酒、鹽和味精浸漬片刻，加白澱粉，拌入薑絲葱末均勻混合，用手揉捏直至魚肉彈性十足。下鍋時，將魚肉用手指擠成條狀跌進事先烹調好的沸水中，燙到透明上浮便可食用。食用時以鍋中的原湯配上米醋、葱花和胡椒粉以去腥味。可单独做汤，也常做成鱼丸麵或鱼丸粉干。1998年“溫州魚丸”被定爲“中華名小吃”。

### 杭州魚丸
當地通常稱為鱼圆。江浙一帶的魚丸最大的特點是不用澱粉，所以做出來的魚丸幾乎全為魚肉，質地又軟又滑似豆腐，入口即化。
做法是取花鰱、草魚等淡水魚，用刀或湯匙刮下魚肉，與蔥、薑浸入冷水得到的蔥薑水混合後以竹筷等打成泥狀，然後用濾網濾過魚肉泥以去除小刺。濾過後的魚肉泥加鹽攪拌至質地變稠後分別加入蛋清、白酒等繼續攪拌，直至魚肉泥產生黏性。然後用調羹舀起部分魚肉泥放入沸水中即成魚丸；或是用手輕輕撈起部分魚肉泥放入冷水中做成魚丸，並持續確保每個魚丸都浮出水面，全部放入後以小火加熱至95℃左右，幾分鐘魚丸便成型。食用時則是將魚丸放入以小火煮沸的高湯鍋中，兩三分鐘後即可食用。

### 湖北魚丸

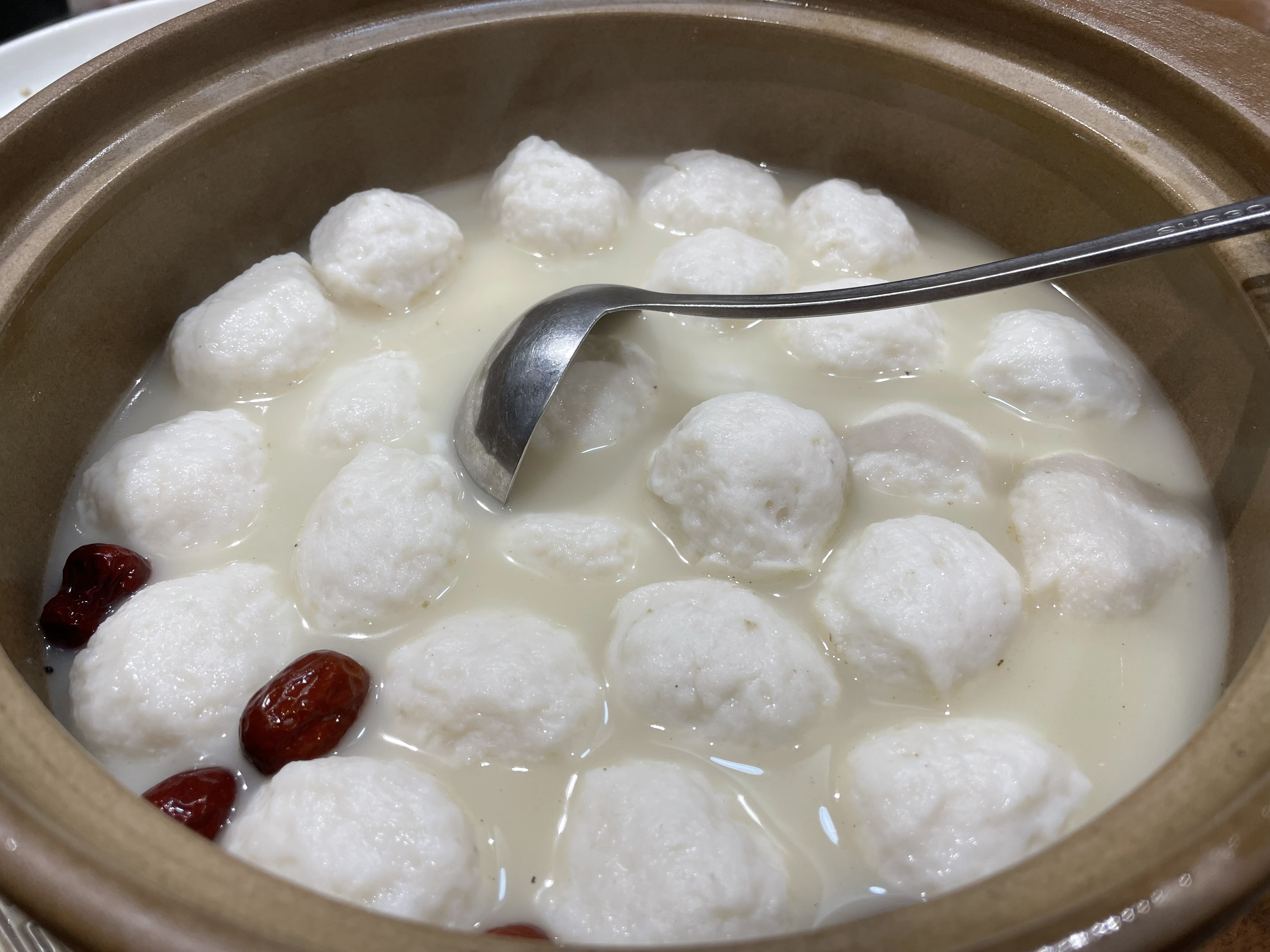
湖北魚丸湯

湖北省由於河湖眾多，出產大量淡水魚，因此民間製作魚丸十分盛行，特別是年節喜慶的時候餐桌上幾乎都會有一道魚丸，當地人通常稱魚圓。一般上好的魚丸講究用鱤魚做，但用青魚、鯇魚、鱅魚、鰱魚、鱖魚、鯉魚、草魚等也可以製作。做法是將魚肉用刀刮下，將肉剁碎後用澱粉、豬油、蛋清等拌勻，加鹽、蔥薑汁攪拌一段時間後如果擠出的魚丸能浮於水面則說明魚肉泥製作成功，然後便可以將魚肉丸放在冷水鍋中，煮沸後即成魚丸。在湖北亦有採用類似製法的“魚糕”、“魚麵”等食品。
嘉魚縣的“嘉魚魚圓”已被登錄為“湖北省地理標誌保護產品”。

### 香港魚蛋

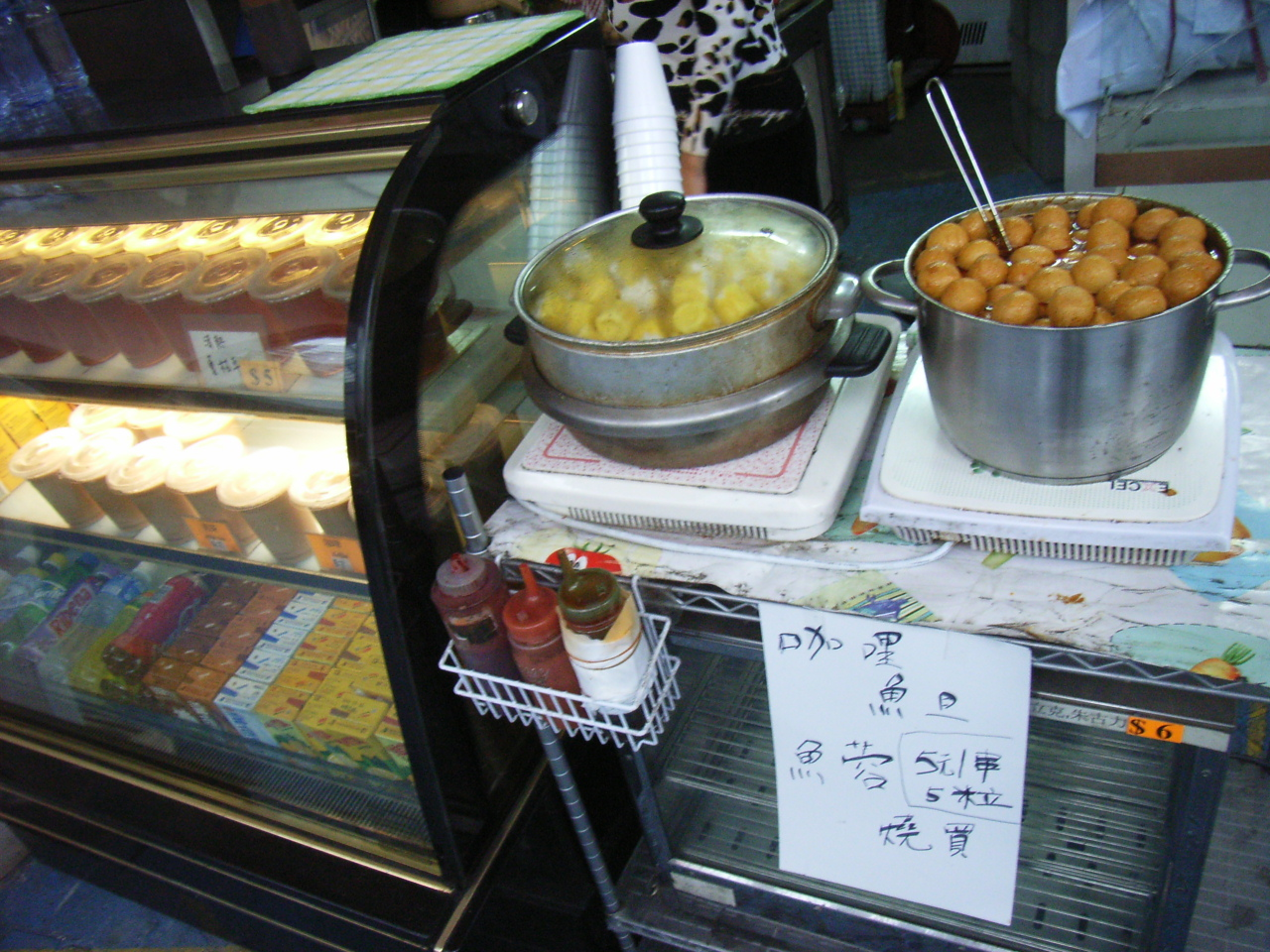
咖哩魚蛋和魚蓉燒賣，是香港常見的街頭小食。可見店家把魚蛋簡寫作旦

香港常見的魚蛋主要有兩種，一種是白色不經油炸的，另一種則經過油炸處理，所以表面呈金黃色，前者常用作粉麵配料，而後者則常見於香港的小食店。製作魚蛋的魚肉大多來自較為廉價魚類，例如鯊魚和九棍魚等，為降低材料成本，有店家還會拌入麵粉。香港的小食店通常會提供原味與辣味兩款魚蛋選擇，原味的魚蛋會泡在清湯中加熱，而辣味魚蛋則泡在咖哩汁或沙爹汁中加熱，吃時常伴以甜醬、海鮮醬或辣椒醬。香港的小食店通常把魚蛋用竹籤串起數粒出售，也有用紙杯盛裝，而每串或每杯的魚蛋數量則視店家而定。因為魚蛋成本低廉，相比起其他街頭熟食，魚蛋是售價較低的選擇，因而成為香港非常流行的街頭小吃。香港有不少小食店會把魚蛋與豬皮、蘿蔔一起發售。此外，魚蛋也是香港各式粉麵、車仔麵和火鍋的主要配料。
在香港眾多魚蛋之中，以「咖喱魚蛋」最著名，這種浸泡在咖哩汁烹調的魚蛋在港澳地區的街頭甚為常見，每家店鋪都會以自家的配方製作咖哩湯料，微辣的咖喱帶有淡淡椰香，用竹籤串起魚蛋進食，風味十足。這種魚蛋最早由香港街頭的流動熟食小販售賣，由於涉及牌照和衛生等原因，現在這些推著車仔販賣熟食的小販都已被取締，轉移往熟食市場經營。香港很多小食店、部分快餐店和一些學校的小賣店都有出售咖哩魚蛋，而每年設在維多利亞公園的年宵市場，都有商販以高價競投熟食攤位售賣咖哩魚蛋。根據2002年的一個統計，香港人每天共消耗55公噸、即約375萬粒魚蛋，這相等於每年超過13億粒魚蛋，每名香港人每年平均吃了196粒魚蛋。前廉政公署專員湯顯明更代表廉署，把香港的魚蛋作為中國大陸高官送禮後的回禮，足見魚蛋在香港人心中的地位。
在一些餐牌和餐單上，香港食肆有時候會把繁體字「魚蛋」的「蛋」簡寫作旦。
除了一般的魚蛋，香港還有一種「大魚蛋」，主要分別是大小；大魚蛋被普遍認為是長洲特產。

### 潮汕魚丸
廣東潮汕魚丸體積較大，白色，用較貴價之魚肉製成，在香港，這種魚丸以香港仔出產的最為知名。通常在潮汕麵檔或茶餐廳中跟麵或河粉一起放在熱湯中吃（也就是魚蛋麵或魚蛋河，售價由20到45港幣不等）。此外，這種魚蛋在街市和超級市場中都有銷售，香港人還會用魚蛋作火鍋的材料。

### 臺灣魚丸

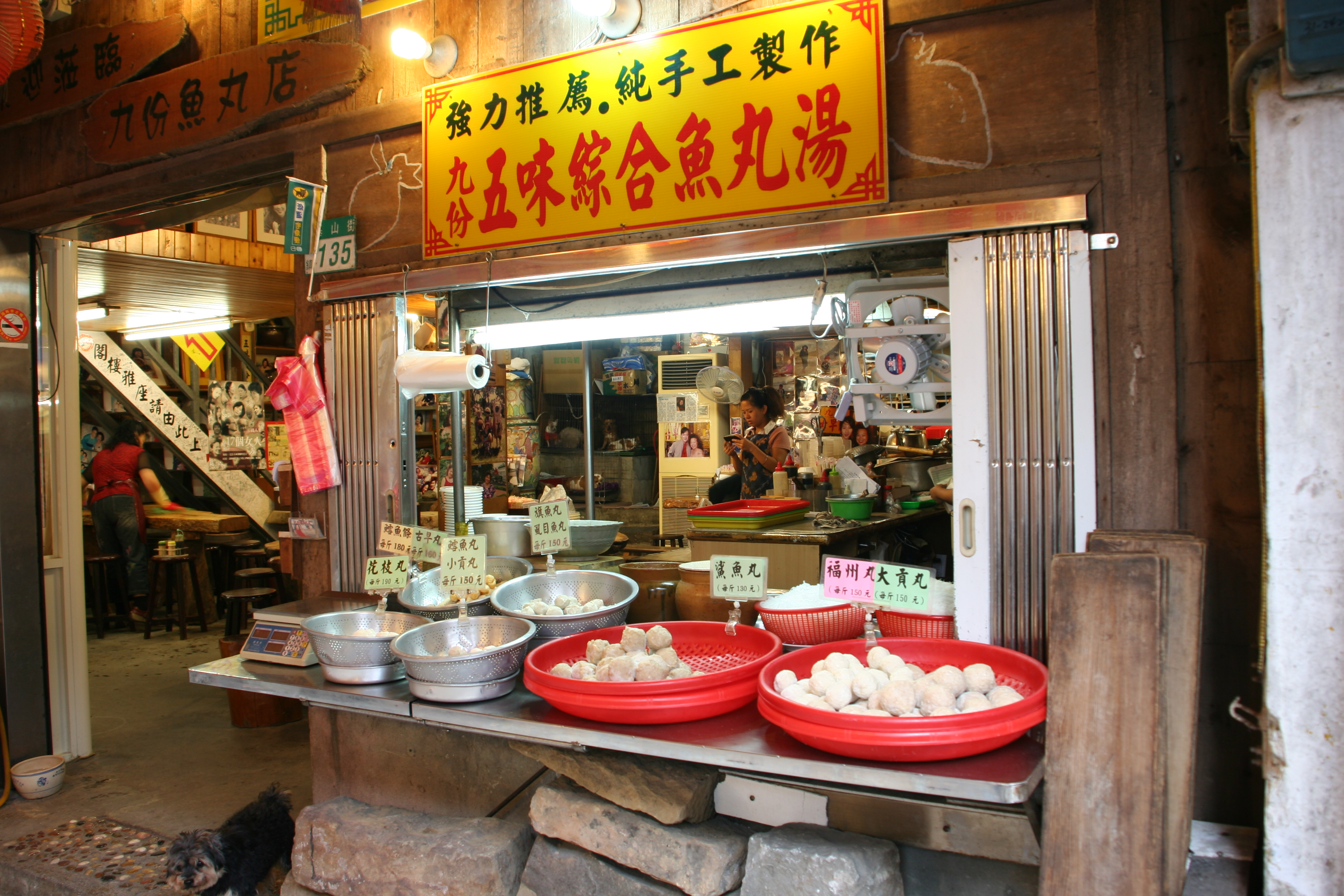
九份的魚丸攤，販售不同種類的魚丸。

傳統的作法是選新鮮的魚，取魚肉的部份，部分則會夾雜魚刺，然後在低溫狀態下絞成魚絞肉，再把絞肉和鹽加入木研鉢裏，將魚絞肉用力捶打，魚肉裏的鹽溶性蛋白會重組成網狀結構，最後變成綿細而有光澤的魚漿。再將魚漿用湯匙挖成球狀，下沸水中即可煮成魚丸。現在大部分都是利用機器來打魚漿。
台灣的魚丸種類很多，其中口感較脆的作法又稱為「脆丸」。淡水鯊魚丸、南方澳鬼頭刀魚丸、臺南虱目魚丸、高雄旗魚丸是台灣四大代表性魚丸；另外還有像鱈魚丸、花枝丸、蝦丸等也是常見的種類。料理方式則有煎炸、煮湯、關東煮等方式。
臺灣的魚丸亦會包裝成冷凍食品出售。
- 淡水鯊魚丸
- 南方澳鬼頭刀魚丸
- 臺南虱目魚丸
- 高雄旗魚丸
- 花枝丸

### 泰國魚丸
泰國菜中亦可見魚丸，常作為小吃在炸或烤後食用。魚丸有時也在泰式咖哩中煮製，如綠咖哩魚丸（Kaeng kiao wan luk chin pla）。

### 北歐魚丸
瑞典、挪威等北歐國家亦食用魚丸（瑞典語：fiskbullar），當地的魚丸常以罐裝出售。魚丸在瑞典會佐以土豆泥或米飯及小茴香等食用，在挪威則常配以馬鈴薯和白汁。

## 其它魚漿食品
- 竹輪（港澳地區俗稱「獅子狗魚蛋」或「獅子狗」）
- 魚板
- 魚糕
- 魚皮
- 魚酥
- 蟹肉棒
- 魚豆腐
- 可內樂
- 鱈魚香絲
- 潮汕魚餅
- 黑輪/甜不辣

## 相片集

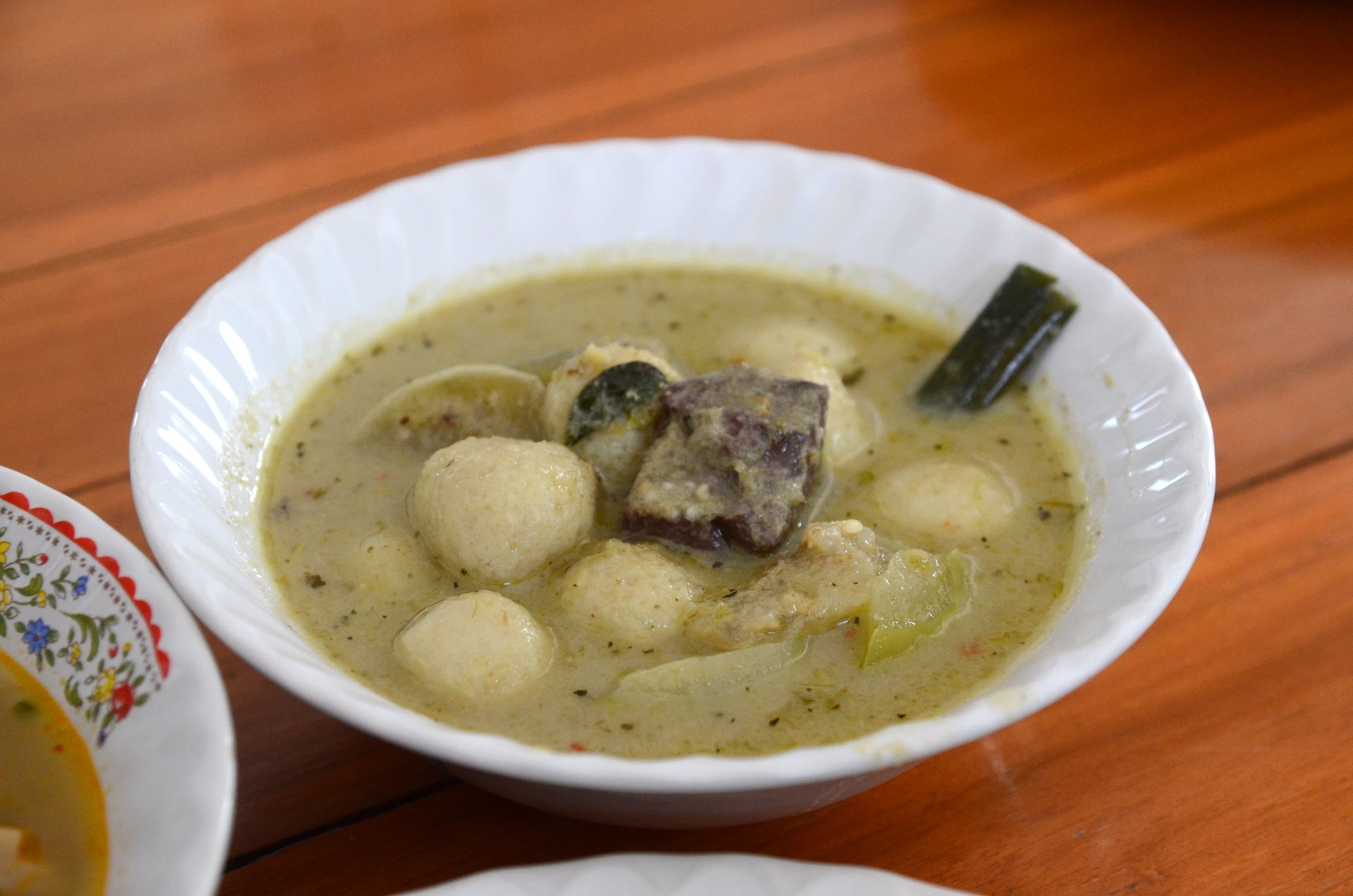
泰國的綠咖喱魚丸
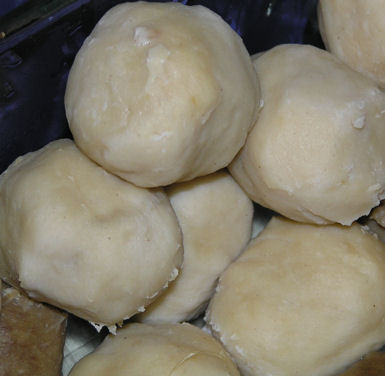
魚蛋
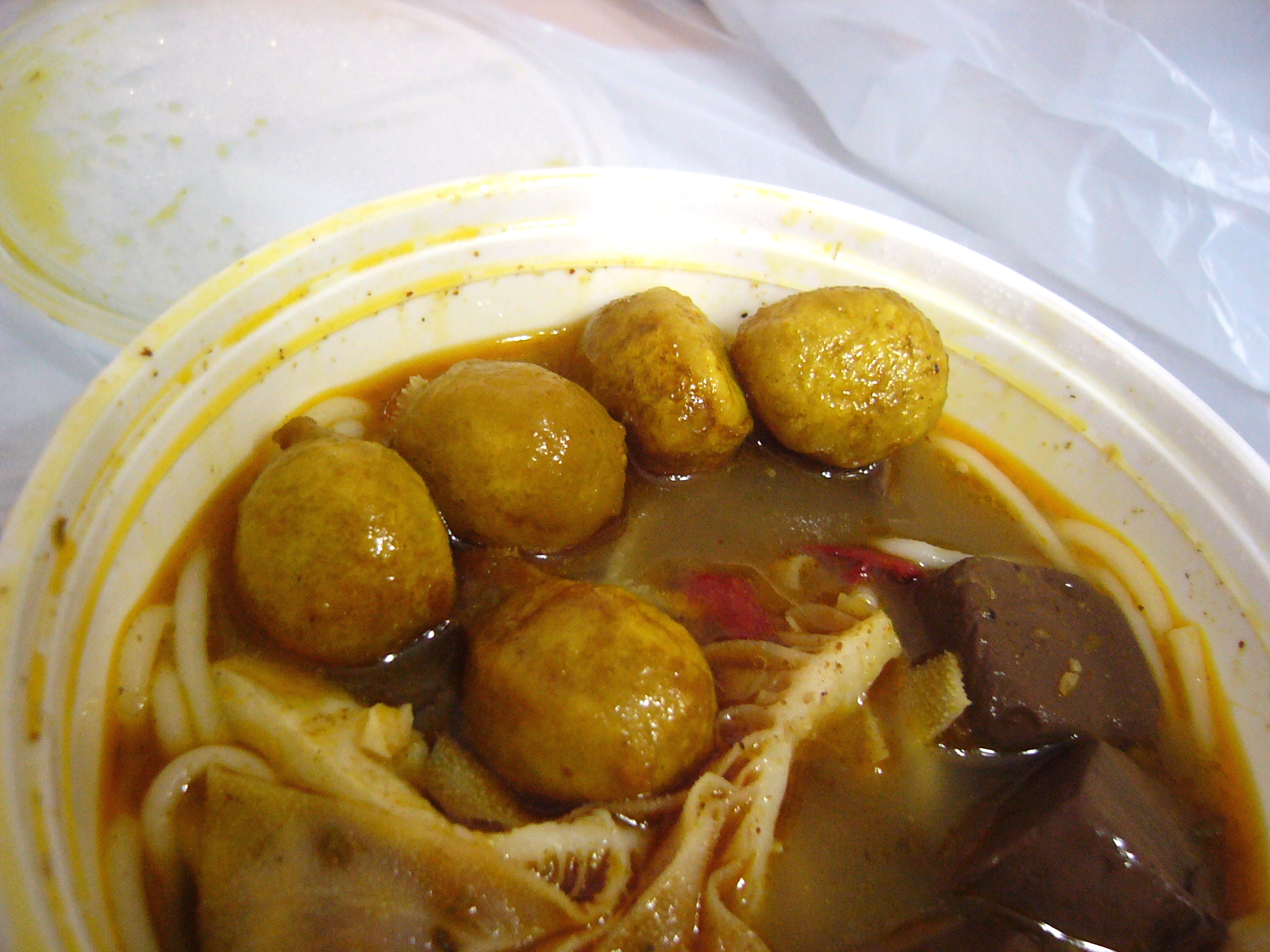
港式咖喱魚蛋
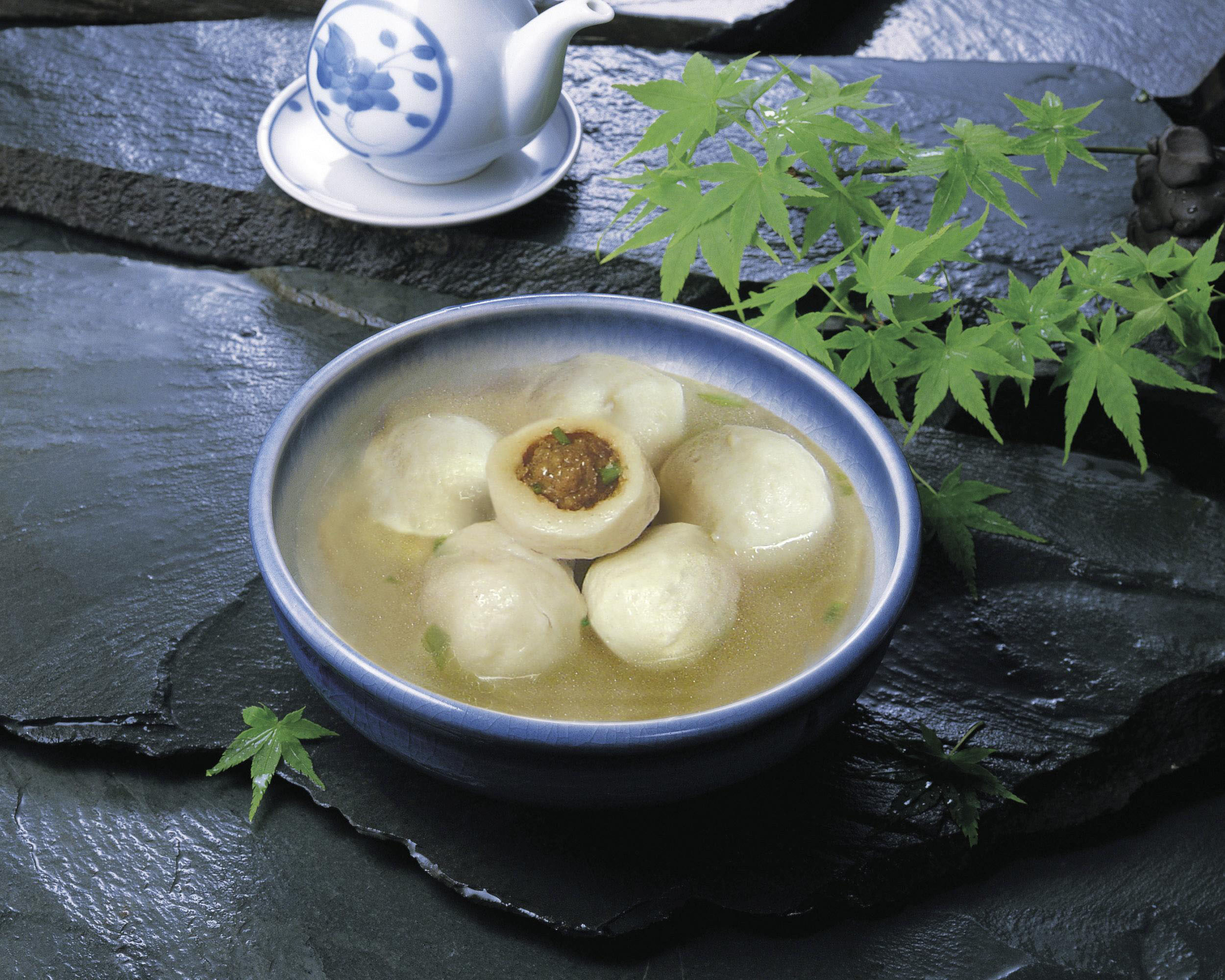
福州连江鱼丸

## 資料來源
1. ↑  杭州魚丸 細嫩又彈舌 （页面存档备份，存于），蘋果日報。
2. ↑  清纯味美的杭州鱼圆 （页面存档备份，存于），杭州黨刊網。
3. ↑  临淮鱼圆 （页面存档备份，存于），泗洪在线。
4. ↑  湖北名菜鱼圆传奇 （页面存档备份，存于），中国食品科技网。
5. ↑  湖北鱼丸的尴尬 （页面存档备份，存于），東方網美食頻道。
6. ↑  湖北鱼肴文化探析[永久]， 扬州大学烹饪学报，2012(1):1~15。
7. ↑  湖北 （页面存档备份，存于），中國地理標誌產品服務中心。
8. ↑  香港還剩多少真魚蛋？ （页面存档备份，存于），長訊月刊
9. ↑  港憑咖喱魚蛋居榜首 （页面存档备份，存于），東方日報，2013-4-29
10. ↑  港式辣魚蛋 PK戰！ （页面存档备份，存于），U Lifestyle，2014-6-5
11. ↑  街頭試食速報！新晉咖哩魚蛋王4強列陣！ （页面存档备份，存于）， 新假期周刊，2014-9-27
12. ↑  街頭小販是文化瑰寶？ （页面存档备份，存于），太陽報，2011-11-23
13. ↑  自成一格的香港魚蛋 （页面存档备份，存于），聯合電子報，2013-12-3
14. ↑  明星都追捧的香港街头4大经典小吃 （页面存档备份，存于），大公報，2014-10-22
15. ↑  收人荔枝 回贈牛腩魚蛋 （页面存档备份，存于），東方日報，2013-10-19